# Jonathan Roumie

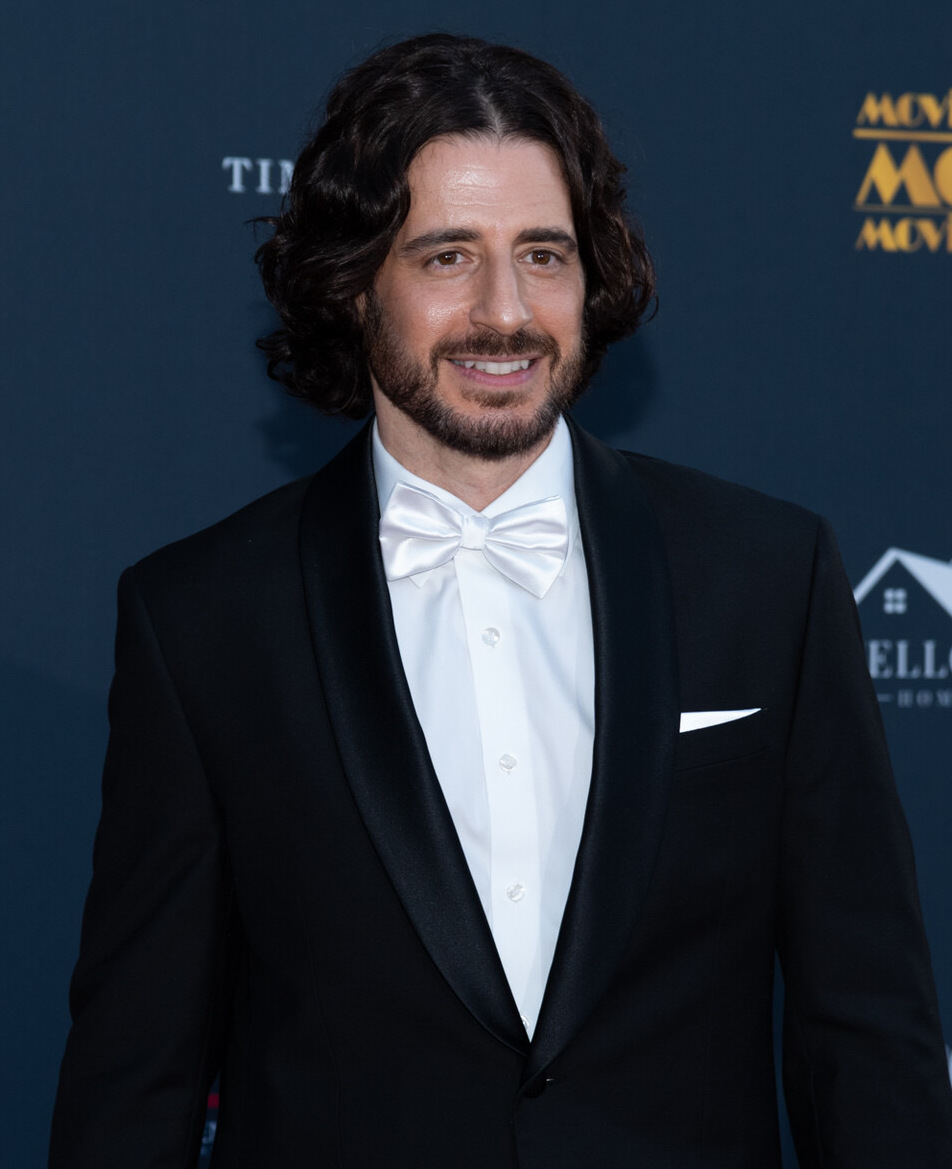
Roumie im Januar 2020

Jonathan Roumie (* 1. Juli 1974) ist ein amerikanischer Schauspieler, bekannt für seine Rolle als Evangelist Lonnie Frisbee im Film Jesus Revolution von 2023 und als Jesus in The Chosen, eine durch Crowdfunding finanzierte TV-Serie über das Leben und Wirken von Jesus von Nazaret. Zudem wirkt er als Sprachkünstler und öffentlicher Redner.

## Werdegang
Roumies Vater stammt aus Ägypten und hat syrisch-libanesische Wurzeln. Seine Mutter ist Irin. Seine Urgroßeltern väterlicherseits sind Armenier.
Bevor seine Eltern nach New York zogen und sich dort kennen lernten, ist Roumies Mutter auf einem Bauernhof in Irland aufgewachsen, sein Vater in Kairo. Jonathan Roumie wurde ursprünglich orthodox getauft und konvertierte später zum Katholizismus, als er von New York in dessen Vororte zog. Er hat einen Abschluss in Filmwissenschaften bei der School of Visual Arts. 2024 wurde ihm in Würdigung seiner evangelisierenden Tätigkeit bei seiner schauspielerischen Arbeit durch die Catholic University of America die Ehrendoktorwürde verliehen.
Nach seinem Schulabschluss spielte Roumie Schlagzeug in der Band eines Freundes. Die Band hatte ein Album aufgenommen und plante eine Tournee, was aber durch den Bankrott einer Sponsor-Firma zunichtegemacht wurde. Kurze Zeit später zog er nach Los Angeles, um eine Karriere in Film und Fernsehen zu beginnen.

## Karriere
Roumie spielte in Fernseh-Shows wie The Good Wife, As the World Turns und Castle mit. Er verkörperte Jesus Christus zum ersten Mal in einem tourenden Multi-Media-Projekt über das Leben von Sr. Faustina, "Faustina: Messenger of Divine Mercy", und anschließend in 'Once we were Slaves/The Two Thieves'. Er ist auch Co-Produzent, Co-Direktor und Hauptdarsteller von The Last Days: The Passion and Death of Jesus, eine Live-Performance über die Passion Christi. Er verkörperte auch den charismatischen Hippie-Evangelisten Lonnie Frisbee im Film Jesus Revolution (2023).
Roumies Off-Stimme erklingt in den Videospielen Evolve, Mafia II & III, und The Darkness II. Außerdem hat er mehreren Charakteren in der MTV-Serie Celebrity Deathmatch seine Stimme geliehen.
Roumie begann als Produktionsassistent und war Location-Scout für Spider-Man, Das Vermächtnis der Tempelritter und I Am Legend. Sein erster eigener Song, „Outta Time“, wurde in Europa für das Album Unbreakable veröffentlicht, das er mitproduzierte.
Eine Zeit lang war Roumie in einer Unterhaltungsgemeinschaft für christliche Unterhaltungsprofis involviert. Er fungiert auch als Erzähler für die katholische Gebets-App Hallow. Jonathan Roumie trat im Werbespot für die App Hallow Super Bowl 2024 auf, der zu einem enormen Anstieg der Downloads der App Hallow führte. Roumie ist auch ein öffentlicher Redner. Er war Hauptredner beim March For Life. Er war auch einer der Redner der Erweckungssitzung beim 10. Nationalen Eucharistischen Kongress 2024 mit über 55.000 Teilnehmern.

## The Chosen
Bevor Roumie 2017 die Rolle des Jesus Christus für die damals neue Fernsehserie The Chosen angeboten wurde, gab Roumie an, er habe einen Punkt in seinem Leben erreicht, an dem er sich Gott völlig hingegeben habe. Über diese Zeit seines Lebens sagt er: „Ich war buchstäblich in einer Grube, und Gott hat mir sozusagen geholfen und mich aus der Grube herausgeholt. Ich war pleite. Ich hatte Schulden. Ich hatte genug Essen für einen Tag.“ Mit dieser Rolle ist Roumie schließlich weltweit bekannt geworden.
Er wird in zahlreichen Publikationen aufgeführt, darunter TV Guide, National Catholic Register, America Magazine, The Atlantic und The New Yorker. Fernseh-Interviews mit ihm gibt es u. a. bei The View, Fox News, EWTN und verschiedenen religiös orientierten Nachrichten- und Informationskanälen.
Zu den Herausforderungen, die die Darstellung Jesu mit sich bringt, sagte Roumie: „Sehr oft fühle ich mich nicht würdig, Jesus zu spielen. Damit kämpfe ich sehr. Aber ich erkenne auch an, was Gott für mein Leben getan hat, als ich Christus gespielt habe, und wie Gott mein Leben verändert hat.“

## Privates
Roumie war im kirchlichen Leben stark engagiert und hat als außerordentlicher Spender der Heiligen Kommunion in der katholischen Kirche gewirkt. Er ist ein vehementer Befürworter der Sakramente, der Ökumene, der Demut und der Nächstenliebe. Er ist Mitglied des Vorstands von Catholics in Media Associates.
Im Jahr 2020 wurde er für den päpstlichen Ritterorden, den Orden des Heiligen Gregor des Großen, nominiert. Er wurde 2021 auch zu einem von Aleteias „10 Katholiken, die unseren Glauben an die Menschheit wiederhergestellt haben“ ernannt und schaffte es 2022 auf die Liste der Katholiken des Jahres von Our Sunday Visitor.
Roumie ist Gegner von Abtreibung. Als Hauptredner beim Marsch für das Leben 2023 sagte Roumie den Teilnehmenden: „Gott ist Liebe, und wahre Liebe führt zum Leben, nicht zum Tod.“
Ab 2022 lebt Roumie in Los Angeles. Roumie veranstaltet auf Instagram Live-Gebete, von denen einige fast 100.000 Mal angesehen wurden. Er betet den Rosenkranz der Göttlichen Barmherzigkeit. Roumie ist ein talentierter Illustrator und hat in der High School Preise für diese Arbeit gewonnen. Im Jahr 2022 veröffentlichte Roumie ein Statement auf seinem offiziellen Instagram-Account, um falsche Gerüchte zu entkräften, wonach er verheiratet sei und Kinder habe. Roumie erklärte darin, dass er nie verheiratet war und auch keine Kinder hat.

## Auszeichnungen
| Jahr | Auszeichnung      | Kategorie                                         | Nominiertes Werk                                     | Ergebnis  | Ref.   |
| ---- | ----------------- | ------------------------------------------------- | ---------------------------------------------------- | --------- | ------ |
| 2020 | Movieguide Awards | Grace Prize for Most Inspiring Performance for TV | The Chosen, Episode 1.8 – "I am He"                  | gewonnen  | [ 37 ] |
| 2022 | Movieguide Awards | Grace Prize for Most Inspiring Performance for TV | The Chosen, Episode 2.8 – "Beyond Mountains"         | nominiert | [ 38 ] |
| 2023 | Movieguide Awards | Grace Prize for Most Inspiring Performance for TV | The Chosen, Episode 3.3 – "Physician, Heal Yourself" | nominiert | [ 39 ] |
| 2024 | GMA Dove Award    | TV-Serie des Jahres                               | Jonathan und Jesus (TV-Serie)                        | nominiert | [ 40 ] |
| 2024 | K-Love Fan Awards | TV/Streaming Impact                               | Jonathan und Jesus (TV-Serie)                        | gewonnen  | [ 41 ] |

## Filmographie

### Fernsehen
| Jahr         | Name                 | Rolle                         | Ref           | Anmerkungen                             |
| ------------ | -------------------- | ----------------------------- | ------------- | --------------------------------------- |
| 2000–2002    | Celebrity Deathmatch | Various                       |               | nur Stimme                              |
| 2006         | Oh! Be Joyful!       | Jim James                     |               | TV-Film, Co-Produzent und Autor         |
| 2007         | As the World Turns   | Jim Fellows                   | [ 42 ]        | 6 Folgen                                |
| 2008         | Law & Order          | Richie Citrone                |               | Episode: "Excalibur"                    |
| 2008         | In the Now           | Jonathan                      |               | 5 Folgen                                |
| 2009–2010    | Wonder Pets!         | Loch Ness Daddy, Critic #2    |               | 2 Folgen, Uncredited als Critic #2      |
| 2010         | 3rd & Bird           | French Crab                   |               | Episode: "Ahoy!"                        |
| 2010         | Roomies              | Sam's Date, Answering Machine |               | TV-Film                                 |
| 2011         | All My Children      | Guy #1                        |               |                                         |
| 2012         | Parenthood           | Cop                           | [ 42 ]        | Episode: "Everything Is Not Okay"       |
| 2013         | Joe, Joe & Jane      | Waiter                        |               | TV-Film                                 |
| 2014         | Castle               | Serge Belmonde                | [ 43 ]        | Episode: "Dressed to Kill"              |
| 2014         | Hart of Dixie        | Jeffrey                       | [ 42 ]        | Episode: "Carrying Your Love with Me"   |
| 2014         | NCIS                 | Officer Gerard                | [ 42 ]        | Episode: "The Admiral's Daughter"       |
| 2014         | Interns              | Felix                         | [ 44 ]        |                                         |
| 2014         | Preying for Mercy    | Dominic Capistrano            |               | TV-Film                                 |
| 2014         | The Newsroom         | Bartender                     | [ 42 ]        | Episode: "What Kind of Day Has It Been" |
| 2015         | Dog with a Blog      | Dr. Monfore                   |               | Episode: "Stan Has Puppies"             |
| 2015         | Ridin' with Burgess  | Raddigan, Theater Guy         |               | TV-Film                                 |
| 2015         | NCIS: Los Angeles    | Perry Gaffney                 | [ 43 ]        | Episode: "Defectors"                    |
| 2016         | The Good Wife        | Monte Ecklund                 | [ 43 ]        | Episode: "Shoot"                        |
| 2017         | The Mindy Project    | Dr. Montpellier               | [ 42 ]        | Episode: "Danny in Real Life"           |
| 2019         | Ballers              | Splyce Owner                  | [ 42 ]        | Episode: "Players Only"                 |
| 2020         | Chicago Med          | Christian Edwards             |               | Episode: "A Needle in the Heart"        |
| 2019–present | The Chosen           | Jesus                         | [ 45 ] [ 46 ] | Teil der Hauptbesetzung (32 Folgen)     |

### Film
| Jahr | Name                                       | Rolle               | Ref    | Anmerkungen                                       |
| 2001 | Be My Brother                              | Undercover-Polizist |        | kurzer Auftritt                                   |
| 2005 | Prime                                      | Bakery Counterman   | [ 43 ] |                                                   |
| 2007 | West 32nd                                  | Lloyd               |        |                                                   |
| 2007 | Then She Found Me                          | Partygänger         |        | ungenannt                                         |
| 2008 | Revolutionary Road                         | Partygast           |        |                                                   |
| 2012 | K-11                                       | Rookie Stewart      | [ 43 ] |                                                   |
| 2013 | Saving Lincoln                             | John Wilkes Booth   |        |                                                   |
| 2013 | A Day In The Country                       | Hal                 |        | kurzer Auftritt; Canon Imagin8tion Contest Winner |
| 2013 | Half-Life: Raise the Bar                   | Gordon Freeman      |        | kurzer Auftritt                                   |
| 2013 | Lunar                                      | Control             |        | kurzer Auftritt; nur Stimme                       |
| 2013 | Another Man                                | Josh                |        | kurzer Auftritt                                   |
| 2014 | Once We Were Slaves                        | Jesus               | [ 6 ]  | kurzer Auftritt; umbenannt in The Two Thieves     |
| 2014 | Cinderella Pose                            | Jesse               |        | kurzer Auftritt                                   |
| 2014 | You & I, My Dear                           | Ken                 | [ 47 ] | kurzer Auftritt                                   |
| 2015 | Nostradamus                                | Radiostimme         |        | kurzer Auftritt                                   |
| 2015 | The Funeral Guest                          | Luke                |        |                                                   |
| 2016 | Trunk                                      | Nate                |        | kurzer Auftritt                                   |
| 2016 | Let It Bleed                               | The Sadist          | [ 45 ] |                                                   |
| 2016 | Dead Bullet                                | Viktor              | [ 43 ] |                                                   |
| 2017 | Life Hack                                  | Greg Scheckler      |        |                                                   |
| 2018 | Last Kiss                                  | Erzähler            |        | kurzer Auftritt                                   |
| 2020 | Reality Queen!                             | TV-Assistent        |        |                                                   |
| 2021 | Washingtonia                               |                     |        | nur Stimme                                        |
| 2022 | Night at the Museum: Kahmunrah Rises Again | Merenkhare          | [ 48 ] | nur Stimme                                        |
| 2023 | Jesus Revolution                           | Lonnie Frisbee      | [ 49 ] |                                                   |

### Videospiele
| Jahr | Name                            | Rolle                                            | Anmerkungen |
| ---- | ------------------------------- | ------------------------------------------------ | ----------- |
| 2003 | Batman: Dark Tomorrow           | Tim Drake / Robin, Robber #1, Guard, False-facer |             |
| 2010 | Mafia II                        | italienischer Zivilist, Gangster, Schmierer      |             |
| 2012 | The Darkness II                 | Enzo, weitere Stimmen                            |             |
| 2013 | The Bureau: XCOM Declassified   | Asaru, Dr. Murphy, Pete Weaver                   |             |
| 2013 | Lost Planet 3                   | Renard Laroche                                   |             |
| 2015 | Evolve                          | weitere Stimmen                                  |             |
| 2015 | Fallout 4                       | Jack Cabot, Doc Weathers, Honest Dan             |             |
| 2016 | XCOM 2                          | Soldat, weitere Stimmen                          |             |
| 2016 | Mafia III                       | weitere Stimmen                                  |             |
| 2017 | Agents of Mayhem                | Pride Trooper                                    |             |
| 2018 | God of War                      | weitere Stimmen                                  |             |
| 2018 | Call of Duty: Black Ops 4       | verschiedene Stimmen                             |             |
| 2019 | Days Gone                       | Russell                                          |             |
| 2019 | Death Stranding                 | Mules                                            |             |
| 2020 | Ghost of Tsushima               | weitere Charaktere                               |             |
| 2022 | Saints Row                      | Charakter-Stimmen, Heiligen-Charaktere           |             |
| 2025 | Death Stranding 2: On the Beach | Puppet                                           |             |

### Theater
| Jahr | Name                                        | Rolle       | Ref    |
| ---- | ------------------------------------------- | ----------- | ------ |
| 2012 | Anaconda (*Best of Hollywood Fringe – 2012) | Phil Becker |        |
| 2013 | Trainspotting                               | Sick Roy    | [ 50 ] |